# Melanargia basilineola
Melanargia basilineola är en fjärilsart som beskrevs av Ruggero Verity 1953. Melanargia basilineola ingår i släktet Melanargia och familjen praktfjärilar. Inga underarter finns listade i Catalogue of Life.